# بوکو
شهر بوکو در ایالت برندنبورگ در کشور آلمان واقع شده است.